# Beim Roten Kreuz
Beim Roten Kreuz ist ein Naturschutzgebiet im Naturraum Kraichgau in Baden-Württemberg beim Ortsteil Zeutern der Gemeinde Ubstadt-Weiher.

## Geographie
Der größere Teil des Schutzgebietes besteht aus räumlich voneinander getrennten Halbtrockenrasen und schließt im Übrigen ein kleines Waldgebiet mit ein.

## Beschreibung
Das Gebiet wurde per Verordnung vom 27. November 1985 durch das Regierungspräsidium Karlsruhe als Naturschutzgebiet ausgewiesen und hat eine Fläche von 36 Hektar. Es wird unter der Schutzgebietsnummer 2.087 geführt und ist in die IUCN-Kategorie IV als Biotop- und Artenschutzgebiet  eingeordnet. Der CDDA-Code lautet 162362  und entspricht zugleich der WDPA-ID.
Der wesentliche Schutzzweck des Naturschutzgebietes ist die Erhaltung typischer Landschaftsteile der Kraichgauer Lößlandschaft, bestehend aus Terrassen mit steilen, trocken-heißen Lößböschungen, Rainen, Hohlwegen, Halbtrockenrasen und Feuchtgebieten, sowie der für dieses Gebiet charakteristischen Tier- und Pflanzengemeinschaften.

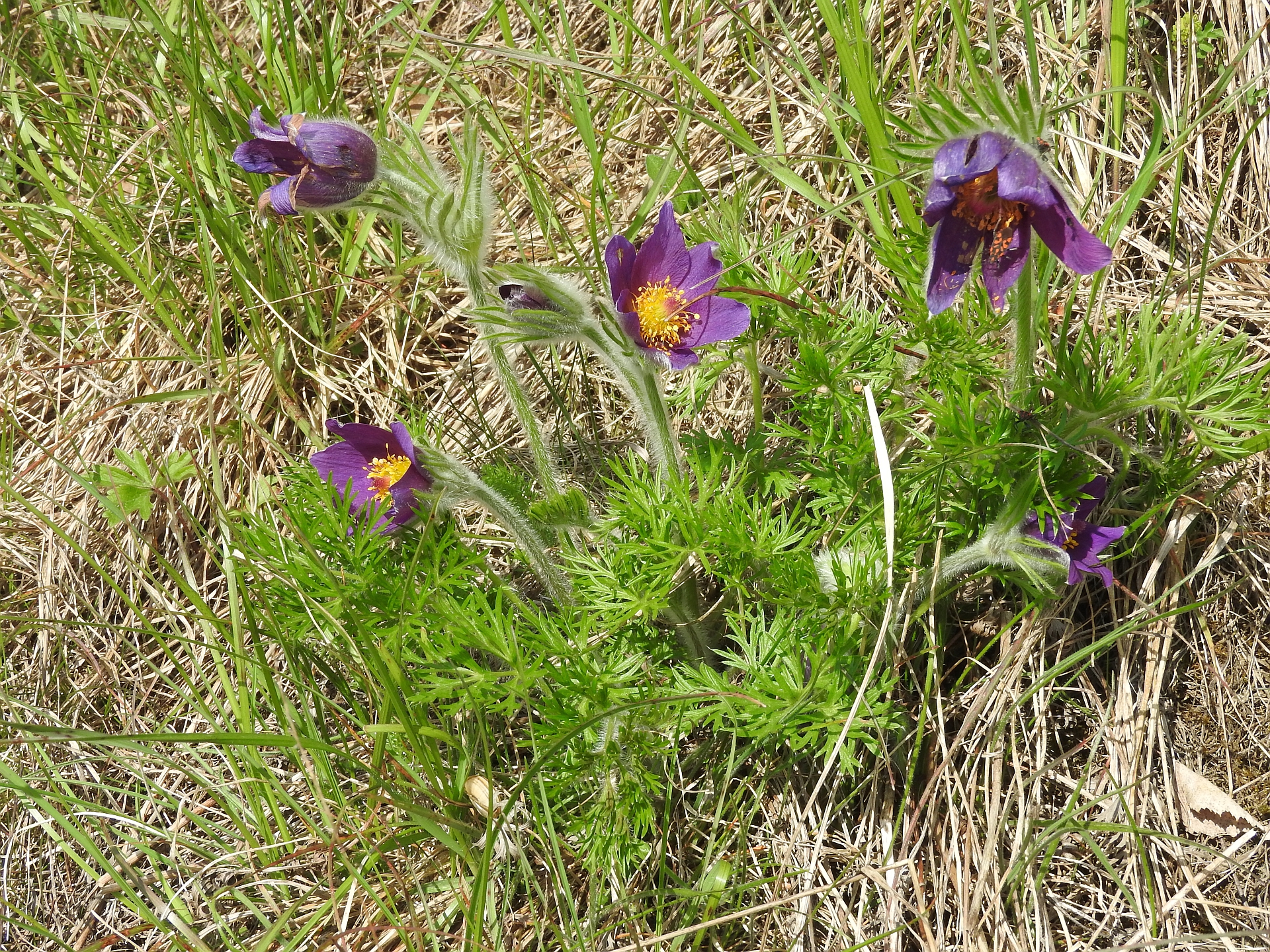
Küchenschelle im Naturschutzgebiet Beim Roten Kreuz

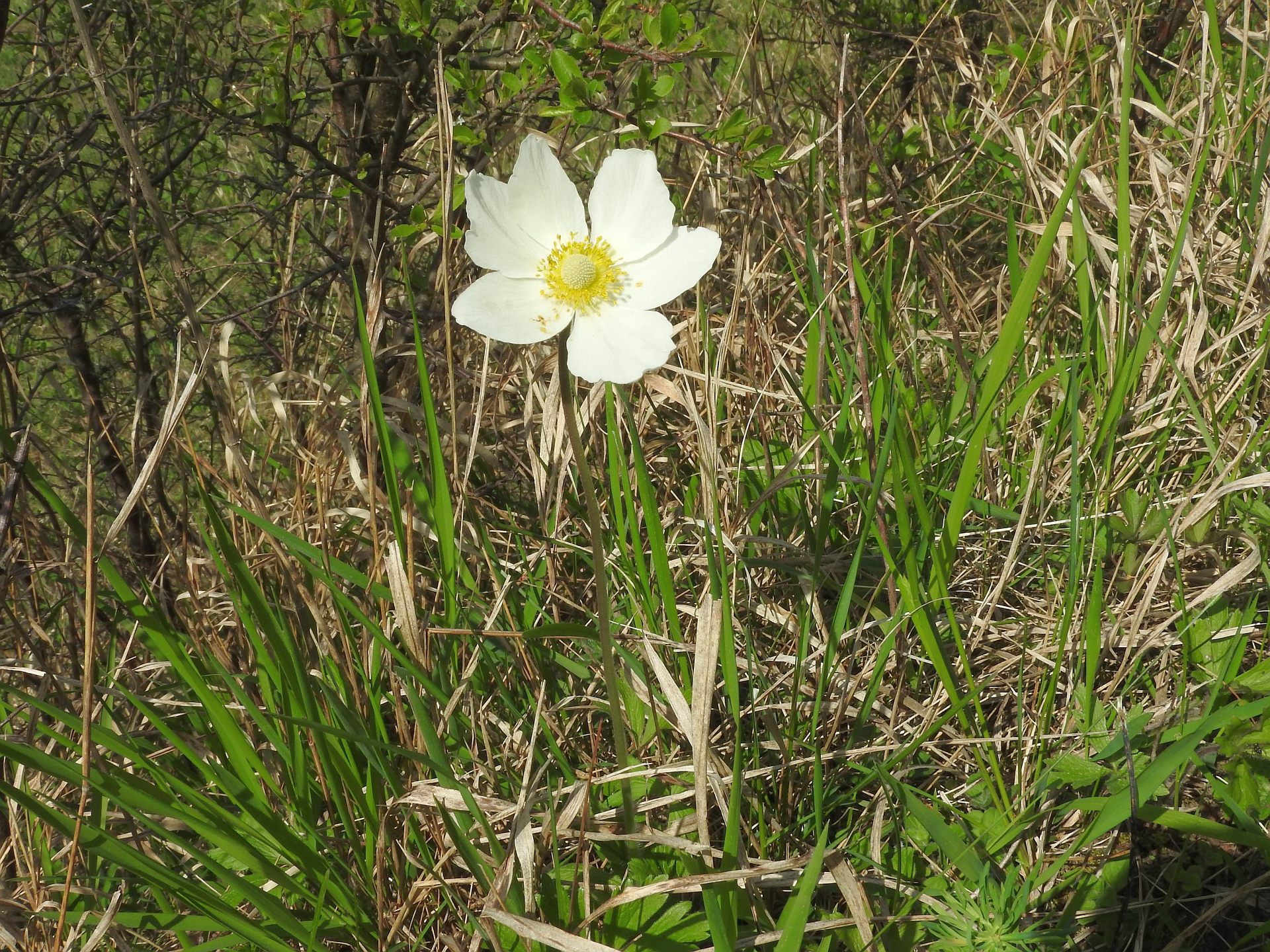
Waldanemone im Naturschutzgebiet Beim Roten Kreuz

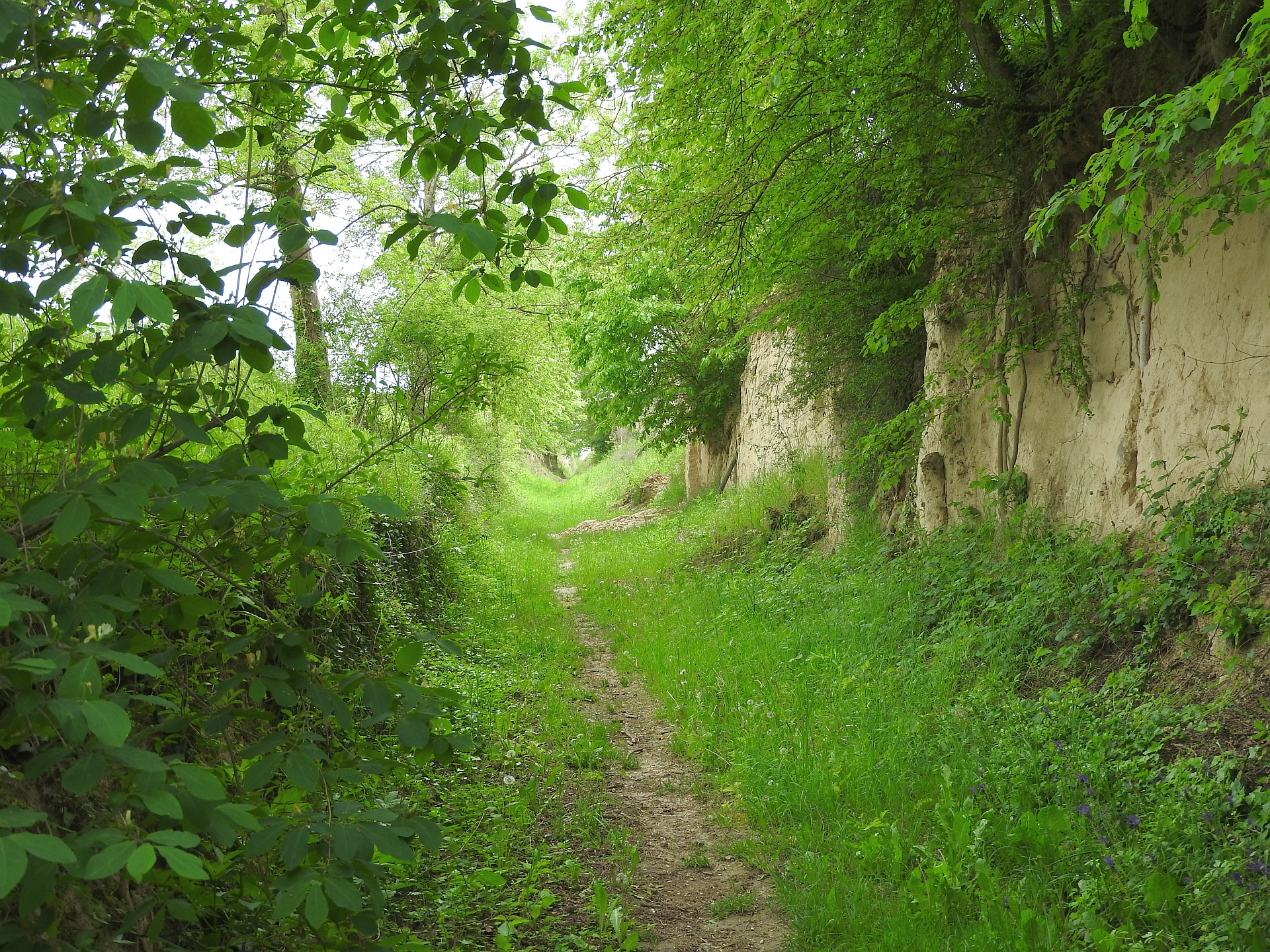
Hohlweg im Naturschutzgebiet Beim Roten Kreuz

## Flora und Fauna
Neben den für die Halbtrockenrasen durchaus typischen Orchideen und Enzianen findet sich hier das in der Region größte Vorkommen der Waldanemone – zum Teil noch in oft flächigen Beständen. Stark rückläufig und nur noch an einem Standort beschränkt ist das Vorkommen der Gewöhnlichen Küchenschelle, die hier früher noch als häufig galt.
Von besonderem Interesse sind auch Moos- und Flechtengesellschaften der senkrecht, nackten Flanken der Lößhohlwege, besonders an den trocken-warmen, südexponierten Flanken hat sich eine interessante, Kleinmoosflora entwickelt.
Die Halbtrockenrasen bieten zahlreichen, teilweise sehr seltener Schmetterlingen Lebensräume, wie z. B. dem Schwalbenschwanz und dem Gelben Ordensband. Die unbewachsenen, sonnenexponierten Lößböschungen der Hohlweges sind Lebensraum für die Tiergruppe der Aculeaten Hymenopteren – Stechimmen –, die überwiegend Röhren in die Lößwand graben, um dort ihre Brutnester anzulegen. Am Standort sind 106 Arten aus 51 Gattungen nachgewiesen worden, von denen acht Arten bundesweit als gefährdet eingestuft werden.